# Isola della Scala
Isola della Scala ist eine norditalienische Gemeinde (comune) mit 11.720 Einwohnern (Stand 31. Dezember 2023) in der Provinz Verona in Venetien. Die Gemeinde liegt etwa 18 Kilometer südlich von Verona.

## Geschichte
Der Ort wurde früher als Isola dei Conti, lateinisch: Insula Cenensis, geführt. Der heutige Name geht zurück auf die Familie Scaligeri (bzw. della Scala), die hier ab dem 13. Jahrhundert herrschte. Ab dem 15. Jahrhundert war auch Isola della Scala Teil der Republik Venedig.

## Verkehr
Die Gemeinde wird von der Strada statale 12 dell'Abetone e del Brennero von Verona nach Modena umquert. Ein Bahnhof besteht an der Strecke von Verona nach Bologna. Von hier aus zweigt auch die Bahnstrecke Verona-Rovigo ab.

## Gemeindepartnerschaften
Isola della Scala unterhält Partnerschaften mit der französischen Gemeinde Eaubonne im Département Val-d’Oise und mit der rheinland-pfälzischen Gemeinde Budenheim (Deutschland).

## Persönlichkeiten
- Giulio Bevilacqua (1881–1965), Kardinal
- Riccardo Meggiorini (* 1985), Fußballspieler
- Eros Poli (* 1963), Radrennfahrer, Olympiasieger und Weltmeister
- Ferdinando Monfardini (* 1984), Automobilrennfahrer
- Michele Scartezzini (* 1992), Radsportler
- Federico Baschirotto (* 1996), Fußballspieler
- Carloalberto Giordani (* 1997), Radrennfahrer
- Enrico Zanoncello (* 1997), Radrennfahrer